# Kibucový dobrovolník

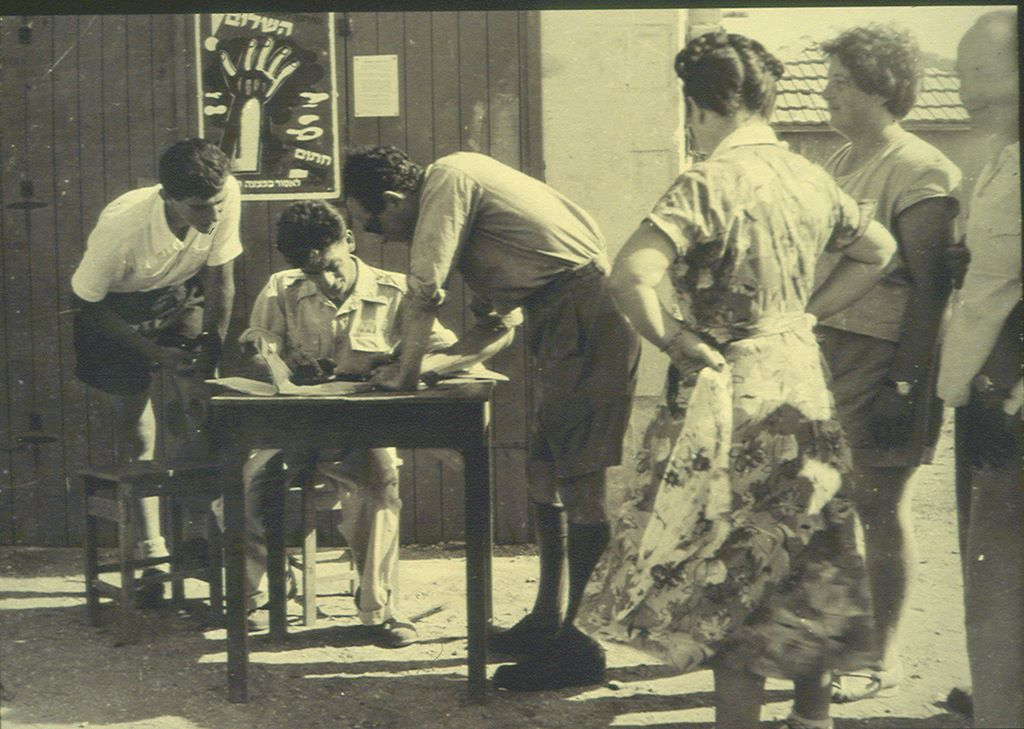
Kibucoví dobrovolníci v kibucu Ga'aš

Kibucoví dobrovolníci jsou zejména mladí lidé (Židé i Nežidé), kteří z celého světa přijíždějí na určité časové období do Izraele, kde pracují v kibucech. Tito dobrovolníci do Izraele přijíždějí obvykle na krátkou dobu (dva až tři měsíce) na dobrovolnická víza a podílejí se na všech činnostech veškerých aktivit v kibucu (zemědělství, práce v kuchyni, zahradnictví, práce v továrně). Od svého domovského kibucu dostávají kapesné (v roce 2008 to bylo zhruba 200 šekelů měsíčně, tj. zhruba 1000 korun) a je jim zajištěno ubytování, stravování a společenský program.
V minulosti se řada těchto dobrovolníků rozhodla po skončení jejich programu v Izraeli zůstat, často v důsledku sňatku s Izraelcem či Izraelkou. Ti si následně mohou vybrat službu v izraelské armádě a, pokud nejsou židé, konverzi k judaismu. Někteří z dobrovolníků, kteří se rozhodnou v Izraeli zůstat, nakonec setrvají ve svém domovském kibucu.

## Historie
Projekt dobrovolníků v kibucech začal v polovině 60. let v souvislosti s příchodem mladých lidí ze západních zemí, kteří byli zvědaví na život v kibucech, a kteří toužili tuto zkušenost zažít. Po šestidenní válce začal světový zájem o Izrael růst a postupně přijíždělo čím dál více dobrovolníků. Vrchol tento projekt zažil v 70. letech, kdy do Izraele během jednoho roku dorazilo 12 tisíc dobrovolníků, kteří pracovali v různých kibucech po celé zemi.
Projekt dobrovolníků do kibuců trpěl v důsledku izraelské ekonomické krize v 80. letech, kdy se mnohé kibucy rozhodly najímat levnou zahraniční pracovní sílu z východní Asie. V důsledku eskalace izraelsko-palestinského konfliktu, zejména pak po vypuknutí druhé intifády v roce 2000, došlo k přerušení spolupráce s tímto projektem ze strany mnohých států, což vedlo k významnému poklesu počtu kibucových dobrovolníků. Svého vrcholu dosáhl pokles v roce 2001, kdy do Izraele dorazilo pouhých 100 dobrovolníků. Od té doby již došlo k opětovnému nárůstu počtu dobrovolníků, ale již nikdy nebyl překonán vrchol ze 70. let. V roce 2007 do Izraele přijelo zhruba 1500 dobrovolníků.
V celkovém součtu dorazilo do Izraele od šestidenní války v roce 1967 do roku 2007, tj. během třiceti let, na 350 tisíc dobrovolníků ze 35 různých zemí.

## Slavní kibucoví dobrovolníci
Někteří lidé, kteří přijeli do izraelských kibuců jako dobrovolníci, dosáhli ve svých životech významných úspěchů. Mezi tyto lidi patří:
- Jerry Seinfeld, americký komediální herec, známý televizním seriálovým sitcomem Show Jerryho Seinfelda, byl dobrovolníkem v kibucu Sa'ar ve věku 17 let.[1]
- Sacha Baron Cohen, britský komediální herec, známý filmy Ali G, Borat či Brüno, byl dobrovolníkem v kibucu Kfar Roš ha-Nikra koncem 80. let.
- Sigourney Weaver, americká herečka, známá ze série filmů Vetřelci, byla dobrovolnicí v kibucu několik měsíců v 18 letech v roce 1967.
- Simon Le Bon, hlavní představitel britské popové skupiny Duran Duran, byl dobrovolníkem v kibucu Gvulot.
- Sandra Bernhard, americká komička, herečka, spisovatelka a zpěvačka, byla dobrovolnicí v kibucu Kfar Menachem ve věku 17 let v roce 1972.
- Debra Winger, americká herečka, známá filmem Důstojník a gentleman (za svůj výkon ve filmu si vysloužila nominaci na Oscara), byla dobrovolnicí v kibucu a sloužila v izraelské armádě.
- Bob Hoskins, britský herec, známý filmem Falešná hra s králíkem Rogerem, byl dobrovolníkem v kibucu Zikim ve věku 25 let v roce 1967.
- Annie Leibovitz, významná americká fotografka, byla dobrovolnicí v kibucu Amir ve věku 20 let v roce 1969.
- Helen Mirrenová
- Robyn Hitchcock
- Peter Green